# Henri Baigue
Ne doit pas être confondu avec Maurice Baigue.
Henri Baigue (Gy, 13 juillet 1841 - Besançon, 1er mars 1916) est un homme politique français, qui fut maire de Besançon de 1901 à 1906.

## Biographie
Henri Baigue est entrepreneur en ferblanterie. Radical-socialiste, il est élu maire de Besançon entre 1901 et 1906. Il s'illustre par sa défense significative de la laïcité auprès de la population. Il fut également conseiller général du canton de Besançon-Sud de 1901 à 1907, et a été fait chevalier de la Légion d'honneur en 1902. 